# 麦克劳克林环形山
麦克劳克林环形山（McLaughlin）是位于月球背面北半部的一座古老大撞击坑，约形成于45.5-39.2亿年前的前酒海纪，其名称取自美国天文学家迪安·本杰明·麦克劳克林（1901年-1965年），1970年被国际天文学联合会正式批准接受。

## 描述

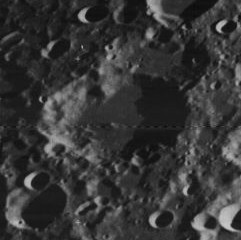
月球轨道器4号拍摄的斜视图

该陨坑西侧毗邻雷宁环形山、西北偏北靠近查普曼环形山、兰利环形山和斯托克斯环形山位于它的东北、东北偏东及东面分别坐落了伽伐尼环形山和杰勒德环形山、而它的西南方则覆盖着了较小的舍恩菲尔德陨石坑。该陨坑中心月面坐标为47°01′N 92°50′W / 47.01°N 92.83°W，直径75.29公里，深度约2.78公里。
麦克劳克林环形山外观轮廓呈多边形状，因存续时间长而损毁严重，东北侧部分重叠在卫星坑麦克劳克林 C上。环磨损的坑壁布满众多的小撞击坑，其中东北侧坑壁高度最低、且内侧壁也相对最薄。该环形山坑壁高出周边地形1320米，内部容积约5150立方千米。坑内地表大体平坦，但靠北侧和西南部较为粗糙崎岖，中心偏东南分布着一道短山脊，在坑底表面还散布有数座细小的陨坑。
尽管麦克劳克林环形山位于月球背面，但有时在月球摄动和良好的照明条件下，偶尔会进入地球视野范围，但其显示角度很低，且外观有一定的变形。火山上也有一座同名撞击坑。

## 卫星陨石坑
按惯例，最靠近麦克劳克林环形山的卫星坑将在月图上以字母标注在它的中心点旁边.

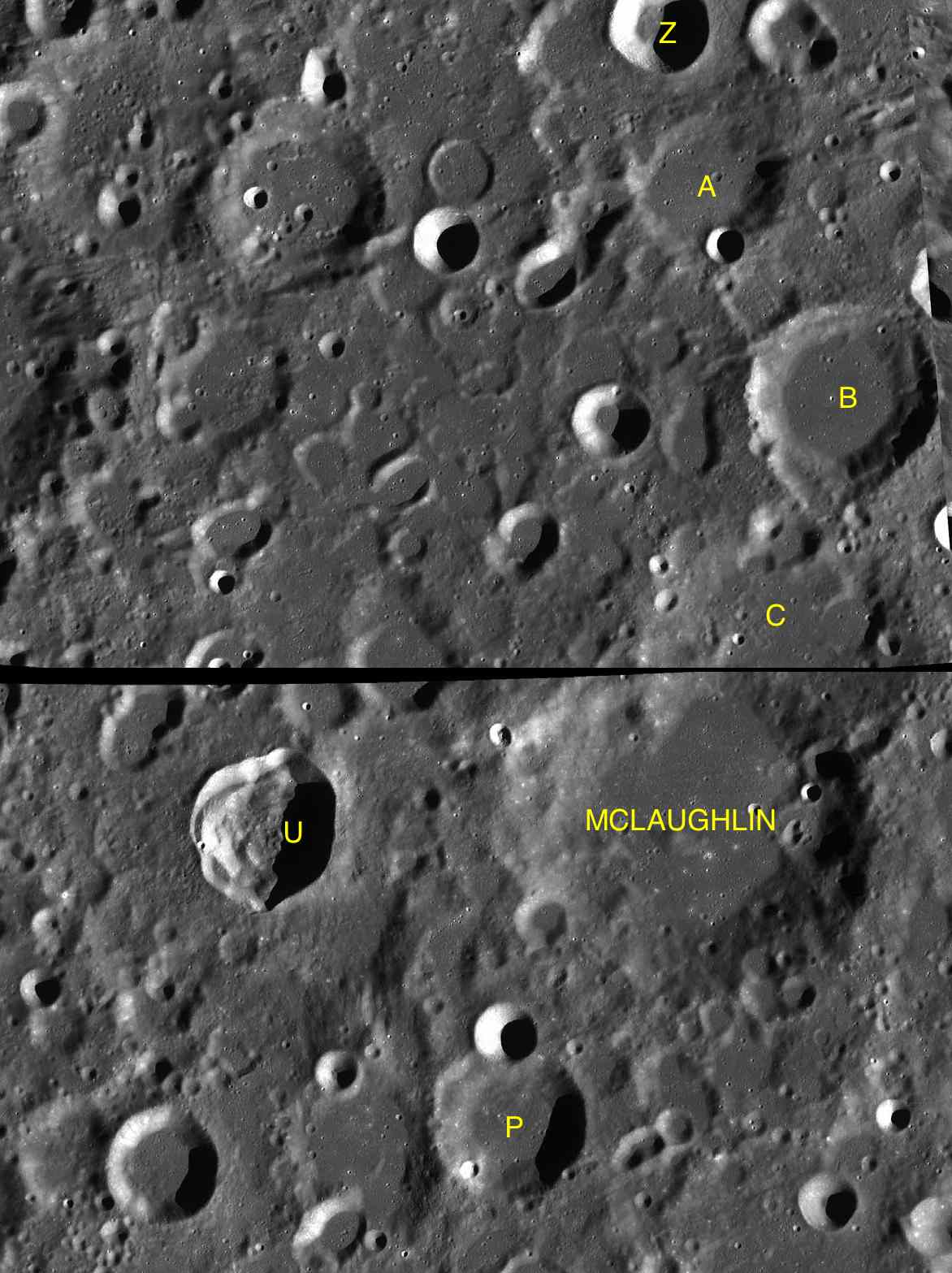
LAC-21与LAC-36拼接图

| 麦克劳克林 | 纬度    | 经度    | 直径    |
| ---------- | ------- | ------- | ------- |
| A          | 51.6° N | 92.4° W | 35 公里 |
| B          | 50.2° N | 91.2° W | 43 公里 |
| C          | 48.5° N | 91.9° W | 60 公里 |
| P          | 45.0° N | 94.6° W | 34 公里 |
| U          | 47.2° N | 97.0° W | 30 公里 |
| Z          | 52.6° N | 92.8° W | 21 公里 |

- 卫星坑麦克劳克林 C约形成于前酒海纪[1]；
- 卫星坑麦克劳克林 U约形成于晚雨海世[1]。

## 另请参阅
- Andersson, L. E.; Whitaker, E. A. . NASA RP-1097. 1982.
- Blue, Jennifer. . USGS. July 25, 2007  [2007-08-05]. （原始内容存档于2019-12-05）.
- Bussey, B.; Spudis, P. . New York: Cambridge University Press. 2004. ISBN 978-0-521-81528-4.
- Cocks, Elijah E.; Cocks, Josiah C. . Tudor Publishers. 1995. ISBN 978-0-936389-27-1.
- McDowell, Jonathan. . Jonathan's Space Report. July 15, 2007  [2007-10-24]. （原始内容存档于2019-06-21）.
- Menzel, D. H.; Minnaert, M.; Levin, B.; Dollfus, A.; Bell, B. . Space Science Reviews. 1971, 12 (2): 136–186. Bibcode:1971SSRv...12..136M. doi:10.1007/BF00171763.
- Moore, Patrick. . Sterling Publishing Co. 2001. ISBN 978-0-304-35469-6.
- Price, Fred W. . Cambridge University Press. 1988. ISBN 978-0-521-33500-3.
- Rükl, Antonín. . Kalmbach Books. 1990. ISBN 978-0-913135-17-4.
- Webb, Rev. T. W.  6th revised. Dover. 1962. ISBN 978-0-486-20917-3.
- Whitaker, Ewen A. . Cambridge University Press. 1999. ISBN 978-0-521-62248-6.
- Wlasuk, Peter T. . Springer. 2000. ISBN 978-1-85233-193-1.